# Gabar
Gabar (maced. Габар) – wieś w północno-wschodniej Macedonii Północnej, w gminie Kriwa Pałanka.